# Nouvelles du Disque-monde
Nouvelles du Disque-monde est un recueil de nouvelles de Terry Pratchett situées dans l'univers du Disque-monde. Le recueil a été publié en 2011 par L'Atalante dans la collection La Dentelle du cygne.
Les nouvelles qui suivent sont présentées par ordre chronologique de parution.

## Liste des nouvelles

### Les Platines de la nuit
- Titre original : Turntables of the Night.
- Parution : 1989.
- Résumé : La nouvelle se déroule dans notre monde mais est rattachée au Disque-monde par le personnage de La Mort. Les thèmes abordés sont le rock et la passion de la collection.
- Articles connexes : 1989 en fantasy.
- Liens externes :
  - Fiche sur iSFdb
  - Fiche sur Noosfère

### Drame de Troll
- Titre original : Troll Bridge.
- Parution : 1992.
- Résumé : La nouvelle évoque Cohen le barbare avant les éléments relatés dans Les Tribulations d'un mage en Aurient (2001).
- Articles connexes : 
  - Troll
  - 1992 en fantasy
- Liens externes : 
  - Fiche sur iSFdb.
  - Fiche sur Noosfère.

### Le Théâtre de la cruauté
- Titre original : Theatre of Cruelty.
- Parution : 1993.
- Résumé : La nouvelle met en scène le sergent Colon, le caporal Carotte et La Mort. Elle se situe entre les tomes Au guet ! et Le Guet des orfèvres du cycle du guet.
- Articles connexes : 1993 en fantasy.
- Liens externes :
  - Fiche sur iSFdb
  - Fiche sur Noosfère

### La Mer et les Petits Poissons
- Titre original : The Sea and Little Fishes.
- Parution : la nouvelle est parue en France en 1998 dans l'anthologie Légendes composée de onze nouvelles réunies par Robert Silverberg.
- Résumé : Esméralda Ciredutemps est accompagnée de Nounou Ogg. Les deux sorcières se préparent depuis des mois pour le « Jugement », une rencontre annuelle de sorcellerie, lorsqu'un comité vient annoncer à Esméralda Ciredutemps qu'elle ne doit plus y participer. Celle-ci décide alors de se montrer plus « sympathique ».

### La Mort et tout ce qui s'ensuit
- Titre original : Death and What Comes Next.
- Parution : 2002.
- Résumé : La nouvelle parodie notamment la physique quantique et l'hypothèse des mondes parallèles. Elle met en scène le personnage de La Mort qui discute avec un philosophe sur son lit de mort.
- Articles connexes : 2002 en fantasy.
- Liens externes :
  - Fiche sur iSFdb.
  - Fiche sur Noosfère.

### Rejet par l'université de procédés diaboliques
- Titre original : A Collegiate Casting-Out of Devilish Devices.
- Parution : 2005. La nouvelle a été traduite une première fois en français par Théophile Peuplier sous le titre Réformorphoses.
- Résumé : La nouvelle met en scène les mages et un administrateur, A.E Pessimal (que l'on retrouve dans Jeu de nains).
- Articles connexes : 2005 en fantasy.
- Liens externes :
  - Fiche sur iSFdb.
  - Fiche sur Noosfère

### Minutes de la réunion en vue de concrétiser le projet de fédération de scouts d'Ankh-Morpork
- Titre original : Minutes of the Meeting to Form the Proposed Ankh-Morpork Federation of Scouts.
- Parution : 2007.
- Résumé :
- Articles connexes : 2007 en fantasy.
- Liens externes :
  - Fiche sur iSFdb.
  - Fiche sur Noosfère.